# Токумаев, Жагафар Зубеирович
Токумаев Жагафар Зубеирович (карач.-балк. Токумайланы Зубеирни жашы Жагафар; 29 мая 1935 — 20 ноября 2012) — народный писатель Кабардино-Балкарской Республики. Заслуженный деятель искусств КБР.

## Биография
Родился 29 мая 1935 в селении Ташлы-Тала Лескенского района Кабардино-Балкарской Республики. По национальности балкарец. Окончил историко-филологический факультет Кабардино-Балкарского государственного университета имени Х. М. Бербекова.
в 1944 году был депортирован в Среднюю Азию.Трудовую деятельность начал в угольной шахте Джал города Кизил-Кия Киргизской Республики, затем работал в редакции газеты «Коммунизмге жол» (ныне «Заман»), редактором отдела в Государственном комитете радио и телевидения КБР, заведующим литературной частью в Кабардинском драматическом театре имени Али Шогенцукова, редактором журнала «Нюр».
В 1975 году принят в Союз писателей СССР (России).
Являлся членом Союза Журналистов России.
Скончался 20 ноября 2012 года.

## Творчество
Первые литературные произведения Жагафара Токумаева появились в печати в начале 60-х годов двадцатого века. Является автором первой в балкарской литературе трилогии (романы «Кинжал мести», «Сталь не сгибается», «Бессонные горы»). Переведенная на русский и кабардинский язык трилогия вышла в Москве и Нальчике. Более десяти его пьес («Тени», «Мнимый авторитет», «Пожар», «Эммина», «Женитьба Чоная» и другие) поставлены на сцене Балкарского драматического театра. Изданы более пятнадцати книг писателя. Очень популярны среди народов Северного Кавказа юмористические рассказы Жагафара Токумаева под названием «Насмешник Чонай».
Популярность автору принесли детские сказки и рассказы. Сборник под названием «Приключения Алдарбека из Курнаят» стал настольной книгой балкарской детворы, а главного героя Алдарбека в народе прозвали «наш Мюнхгаузен».
Он также перевел на балкарский язык ряд произведений русских, казахских и кабардинских писателей. В свою очередь его отдельные произведения переведены на русский, немецкий, украинский, кабардинский, абхазский, казахский, туркменский, татарский и другие языки мира.
Творчество Ж.З. Токумаева изучается по программам учебных заведений Кабардино-Балкарской Республики.

## Награды
- 1985  — удостоен Почетной грамоты Верховного Совета КБАССР
- 1995  — звания «Заслуженный деятель искусств КБР» — за вклад в развитие балкарской литературы в целом и драматургии в частности,
- 2012  — звания «Народный писатель».